# Ricardo Ugarte

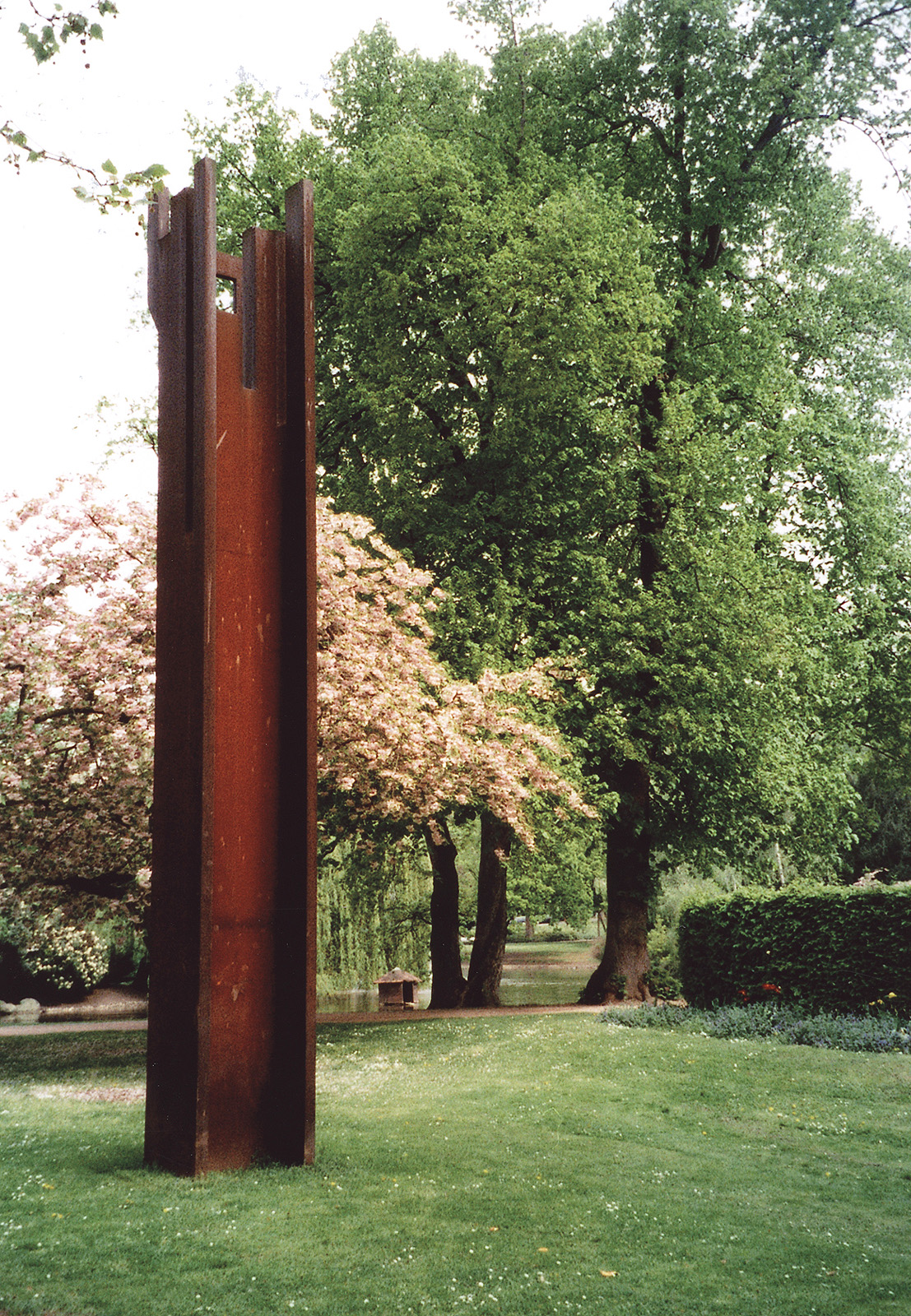
Gaztelu in Wiesbaden

Ricardo Ugarte Zubiarraín (Pasaia, 6 augustus 1942) is een Spaans-Baskische schilder en beeldhouwer.

## Leven en werk
Ricardo Ugarte  werd geboren in het district Pasajes de San Pedro van de Baskische plaats Pasaia. Hij werd opgeleid aan de Escuela de Artes y Oficios de San Sebastián. Hij had zijn eerste solo-expositie in 1967 in Donostia-San Sebastián. Daar nam hij ook deel aan de Biennal Internacional de Escultura van 1969. Het door hem gecreëerde werk Estela werd in 1970 geïnstalleerd in de openbare ruimte van San Sebastián. Vele tientallen sculpturen van Ugarte werden geplaatst in de autonome regio Baskenland. 
Ugarte wordt gerekend tot de Baskische School (Escuela Vasca de Escultura), waartoe onder anderen de beeldhouwers Jorge Oteiza, Eduardo Chillida, Nestor Basterretxea en Remigio Mendiburu behoren.

## Werken (selectie)
- 1970 : Estela, Plaza del Centenario in Donostia-San Sebastián
- 1971 : Estela. Homenaje a Antonio Viglione, beeldenpark Museo de Escultura de Leganés in Leganés
- 1973 : Lorea[1], Rambla de Santa Cruz in Santa Cruz de Tenerife
- 1973 : Distorsión No. 6, Museo de Escultura de Leganés in Leganés
- 1974 : Estela de los Caminos, Autoweg Barcelona-Gerona
- 1975 : Raices del Cielo, Parque de la Ciudadela in Pamplona
- 1991 : Ancla para un Puerto[2], Puerto de Pasajes (Gipuzkoa)
- 1991 : Gaztelu, Warmer Damm Park in Wiesbaden
- 1994 : El Castillo de la Memoria[3], Jardines del Archivo Provincial de Guipúzcoa in Tolosa
- 1994 : Castillo de Popa, Pasaia-Pasajes de San Juan
- 1995 : La Vertical del Sonido (Homenaje al Compositor Ignacio Iztueta), Zaldibia
- 1999 : Proa de la Poesía, Universidad Pública de Navarra in Pamplona
- 2001 : Tajamar, Lasarte-Oria
- 2006 : Homenaje a San Juan de la Cruz, Ávila
- 2007 : Proa de la Memoria[4], Leganés